# Tomass Dukurs
Tomass Dukurs (Riga, 2 juli 1981) is een Letse voormalig skeletonracer. Zijn broer Martins was eveneens actief in de skeletonsport.
Hij vertegenwoordigde zijn vaderland op vijf verschillende Olympische Winterspelen maar behaalde hierbij geen medaille.

## Carrière
Bij zijn wereldbekerdebuut in Lillehammer in januari 2000 eindigde Dukurs op de negenendertigste plaats. Op 7 februari 2004 boekte hij zijn eerste wereldbekerzege, met een overwinning in Sigulda. Hij behaalde nadien nog diverse podiumplaatsen en, bijna 17 seizoenen na zijn eerste zege, won hij op 31 december 2021 opnieuw de wereldbekerwedstrijd in Sigulda. Zowel in het seizoen 2012/2013 als die van 2013/2014 en 2014/2015 eindigde Dukurs tweede in de eindstand van de wereldbeker, telkens achter zijn broer Martins.
Dukurs nam in zijn carrière negen keer deel aan de wereldkampioenschappen skeleton. Op het WK van 2015 behaalde hij met een derde plaats zijn beste resultaat. In 2016 werd Dukurs in Sankt Moritz Europees kampioen, in een zelfde tijd als zijn broer Martins.
In 2002 nam Dukurs een eerste keer deel aan de Olympische Winterspelen. Hij eindigde op de 21e plaats. Dukurs kwalificeerde zich ook voor de Olympische Winterspelen in 2010 en 2014. Hij eindigde hierbij twee keer op de vierde plaats. Ook tijdens de Olympische spelen OS van 2018 en die van 2022 kon Dukurs geen Olympisch eremetaal behalen.

## Resultaten

### Olympische Spelen
| Jaar | Plaats         | Resultaat |
| ---- | -------------- | --------- |
| 2002 | Salt Lake City | 21e       |
| 2010 | Vancouver      | 4e        |
| 2014 | Sotsji         | 4e        |
| 2018 | Pyeongchang    | 5e        |
| 2022 | Peking         | 9e        |

### Wereldkampioenschappen
| Jaar | Plaats       | Resultaat       |
| ---- | ------------ | --------------- |
| 2001 | Calgary      | 29e Individueel |
| 2004 | Königssee    | 20e Individueel |
| 2007 | Sankt Moritz | 18e Individueel |
| 2008 | Altenberg    | 11e Individueel |
| 2009 | Lake Placid  | 22e Individueel |
| 2011 | Königssee    | 9e Individueel  |
| 2012 | Lake Placid  | 5e Individueel  |
| 2013 | Sankt Moritz | 8e Individueel  |
| 2015 | Winterberg   | Individueel     |
| 2016 | Igls         | 6e Individueel  |
| 2017 | Königssee    | 12e Individueel |
| 2019 | Whistler     | 5e individueel  |
| 2020 | Altenberg    | 7e individueel  |
| 2021 | Altenberg    | 7e Individueel  |

### Wereldbeker
| Seizoen   | Rang   |
| --------- | ------ |
| 2004/2005 | 17e    |
| 2005/2006 | 23e    |
| 2006/2007 | 9e     |
| 2007/2008 | 11e    |
| 2008/2009 | 16e    |
| 2009/2010 | 4e     |
| 2010/2011 | 8e     |
| 2011/2012 | Brons  |
| 2012/2013 | Zilver |
| 2013/2014 | Zilver |
| 2014/2015 | Zilver |
| 2015/2016 | Brons  |
| 2016/2017 | 9e     |
| 2017/2018 | Brons  |
| 2018/2019 | 7e     |
| 2019/2020 | 6e     |
| 2020/2021 | Brons  |
| 2021/2022 | 8e     |

| Datum            | Plaats  |
| ---------------- | ------- |
| 7 februari 2004  | Sigulda |
| 31 december 2021 | Sigulda |